# Sfântul Ivo
Sfântul Ivo, alternativ Ivo de Bretagne sau Yves Hélory (n. 17 octombrie 1253, Minihy-Tréguier, Bretagne, Franța – d. 19 mai 1303, Minihy-Tréguier, Bretagne, Franța) a fost un jurist și preot paroh din Bretania, renumit în evul mediu pentru incoruptibilitate și pentru curajul cu care i-a apărat pe săraci în fața diferitelor instanțe. Este sfântul patron al juriștilor.
Biserica Sant'Ivo alla Sapienza⁠(en)[traduceți], capodoperă a arhitecturii romane, îi este dedicată.